# Konsekration
Konsekration er et ord taget fra det latinske sprog, der benyttes om religiøse indvielsesritualer, især om indvielsen af brødet og vinen i nadveren. Efter romersk-katolsk lære forvandles brødet og vinen under eukaristien til Kristi legeme og blod ved konsekrationen (consecratio effectiva), mens den lutherske lære kun siger, at Kristi legeme og blod er i, med og under brødet og vinen i nydelsens øjeblik.
I den romerskkatolske kirke benyttes ordet konsekration også om indvielsen af kirkelige formål, såsom kirker, altre samt andre rituelle genstande. Når en biskop indsættes i embedet kaldes det også for en konsekration.